# Tin whistle
Tin whistle (spominje se i kao Penny whistle ili Pocket whistle) jednostavna je flauta sa 6 rupica, podrijetlom iz Irske, koja se posebno koristi u tradicionalnoj irskoj glazbi. Doslovno prevedeno "Whistle" znači "Zviždaljka", pa se jasno ograđuje od ostalih flauta.  
Tin whistle ima visok, bistar i jasan zvuk, no, ovisno o kvaliteti izrade, najviši tonovi mogu malo neobično zvučati.
Razvio se krajem 18. i početkom 19. stoljeća iz Fragoleta. Tradicionalno je tin whistle u D-Dur štimu, iako se u novije vrijeme proizvode i u drugim štimovima.